# Canyon Lake (Stadt, Kalifornien)
Canyon Lake ist eine Stadt und geschlossene Wohnanlage im Riverside County im US-Bundesstaat Kalifornien. Das U.S. Census Bureau hat bei der Volkszählung 2020 eine Einwohnerzahl von 11.082 ermittelt. Canyon Lake hat eine Fläche von 12,099 km². Der Ort ist eine von fünf geschlossenen Wohnanlagen in Kalifornien und gilt als wohlhabend.
1968 wurde Canyon Lake als Planstadt von der Corona Land Company entwickelt. Seit 1990 ist die Stadt eine City. Teil der Stadt ist auch der namensgebende See Canyon Lake, der 1928 als Stausee gebaut wurde.

## Demografie
Bei der Volkszählung 2010 hatte Canyon Lake eine Einwohnerzahl von 10.561.
Nach der Volkszählung 2010 betrug der Anteil der weißen Bevölkerung 9.495 (89,9 %), es gab 128 (1,2 %) Schwarze, 190 (1,8 %) waren Asiaten, es gab 61 (0,6 %) Indianer. 1.303 (12,3 %) Menschen waren ohne Berücksichtigung ihrer Race Hispanisch.
Nach der Volkszählung 2010 lebten 10.552 Menschen (99,9 % der Bevölkerung) in Privathaushalten. Es gab 3.935 Haushalte. 2.510 Haushalte (63,8 %) waren von verheirateten Ehepaaren bewohnt, 341 (8,7 %) Haushalte hatten ein weibliches Haushaltsmitglied ohne einen Mann, 202 (5,1 %) hatten ein männliches Haushaltsmitglied ohne eine Frau. Es gab 214 (5,4 %) verschiedengeschlechtliche nichteheliche Partnerschaften. 658 Haushalte (16,7 %) waren Einpersonenhaushalte, 311 (7,9 %) waren Einpersonenhaushalte mit einer mehr als 65 Jahre alten Person.  Die Durchschnittsgröße der Haushalte war 2,68.
2,2287 Menschen (21,7 %) waren unter dem Alter von 18, 835 (7,9 %) Menschen waren zwischen 18 und 24, 304 Menschen (21,8 %) waren zwischen 25 und 44, 3.332 Menschen (31,6 %) waren zwischen 45 und 64, 1.803 Menschen (17,1 %) waren 65 oder älter.

## Geographie
Canyon Lake liegt im Westen des Riverside Countys im US-Bundesstaat Kalifornien. Östlich der Stadt liegt Menifee, südlich und westlich liegt Lake Elsinore und im Norden und Nordwesten schließt sich gemeindefreies Gebiet an.
Canyon Lakes Einwohnerzahl beträgt 10.561 (Stand der Volkszählung 2010), das Stadtgebiet erstreckt sich auf einer Fläche von 12,099 km², wovon 10,173 km² Land- und 1,926 km² Wasserfläche sind.

### Stausee
Innerhalb der Stadt liegt der gleichnamige See, der gelegentlich auch Railroad Canyon Reservoir genannt wird. Der Stausee wurde 1928 gebaut und bedeckt heute 2,12 km² des Stadtgebiets, hat eine 24 km lange Küstenlinie und fasst bis zu 14.291.000 m³ Wasser. Betrieben wird der Canyon Lake vom Elsinore Valley Municipal Water District, der zugleich auch die Besitzrechte am Stausee hält.
Gespeist wird der Canyon Lake vom Regenwasser des San Jacinto Rivers und Salt Creeks. Mit dem Stauwasser im Canyon Lake werden schätzungsweise 10 Prozent der Einwohner im Raum Canyon Lake/Lake Elsinore versorgt.

## Geschichte
Im Jahr 1882 baute die California Southern Railroad an der Ostseite vom San Jacinto River eine Eisenbahnstrecke von Lake Elsinore nach Perris. Später kaufte die Santa Fe Railroad die Strecke und verband sie mit ihrer eigenen in San Bernardino. Nach Überflutungen 1884, 1916 und 1927 entschied sich die Santa Fe Railroad, die Strecke aufzugeben. Kurz nach dem letzten Hochwasser kaufte die Temescal Water Company die Eisenbahnstrecke sowie 4 km² Land von einem Farmer namens Henry Evans. Diese beiden gekauften Gebiete bilden heute den Hauptbestandteil der Stadt Canyon Lake. 1927 begannen die Bauarbeiten am Stausee Canyon Lake mit dem Staudamm; die gesamte Anlage wurde 1929 fertiggestellt. Nach der Flutung war der See einer der größten Seen zum Fischen, Jagen und Zelten in Südkalifornien. Von 1937 bis zum Zweiten Weltkrieg war der Canyon Lake zusammen mit dem umliegenden Land als Erholungsgebiet an George D. Evans und seine Familie vermietet. Nach dem Krieg betrieben Ray und Alpha Schekel zusammen mit John und Darleen Kirkland das Erholungsgebiet bis 1949, als der Stausee entwässert werden musste, um die Schleusen zu reparieren. 1953 wurde die Anlage wiedereröffnet und bis 1968 von Elinor und Donald Martin betrieben.
Ab 1968 wurde Canyon Lake als Planstadt von der Corona Land Company entwickelt. Am 1. Dezember 1990 wurde die Stadt offiziell zur City ernannt und ist seitdem eine unabhängige Stadt, zugleich aber eine geschlossene Wohnanlage.

### In den Medien
2006 war Canyon Lake Mittelpunkt der BBC-Dokumentation United Gates of America. Der Journalist Charlie LeDuff lebte für die Produktion einen Monat in der Stadt, um herauszufinden, wieso sich die Bewohner in einen abgesperrten Wohnbereich zurückziehen und welchen Effekt es auf sie hat. Daneben ging LeDuff auf die Probleme der Immigration aus Mexiko und Zentralamerika sowie Rassentrennung und Rassismus in den Vereinigten Staaten ein. Der Film führte zu Kontroversen in Canyon Lake, erzielte aber sowohl in den USA als auch im Produktionsland Vereinigtes Königreich positive Bewertungen.
Im Jahr 2012 veröffentlichte ein Anwohner das Buch Images of Canyon Lake, für das er Landschaft, Tierwelt und Veranstaltungen in Canyon Lake fotografierte.

## Geschlossene Wohnanlage

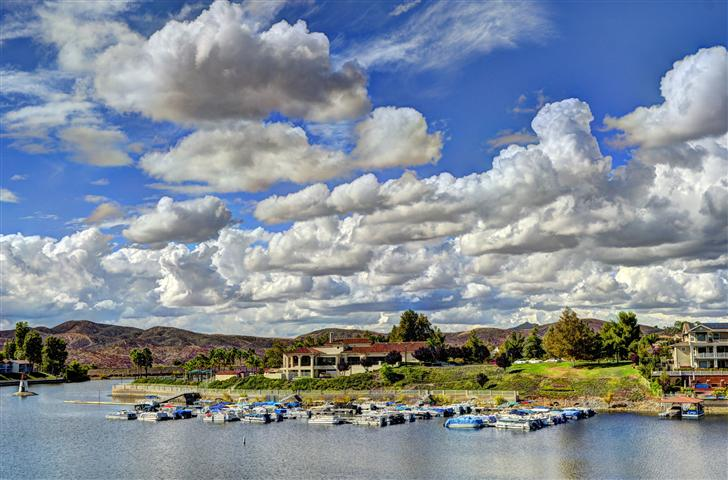
Yachthafen am Canyon Lake

Canyon Lake, eine von fünf geschlossenen Wohnanlagen in Kalifornien, entstand 1968 und besteht heute aus 4801 Grundstücken. Viele Straßen in der Stadt sind ebenfalls in Privatbesitz. Die Zufahrten nach Canyon Lake sind gesichert und werden rund um die Uhr bewacht. Bis auf die Anwohner dürfen nur geladene Gäste die Tore passieren. Motorisierte Zweiräder, also Motorräder, Mopeds etc. sind nur auf den zwei öffentlichen Straßen Railroad Canyon und Goetz Roads erlaubt. Es existiert ein relativ restriktiver Common Code (Gemeindeordnung), der verlangt, dass Unkraut, zerbrochene Scheiben, Insektennester usw. entfernt und Mängel in der Wasser- und Elektroinstallation behoben werden müssen. Auch Heimarbeit ist im Kern des Wohngebiets verboten.
Alle Anwohner haben Zugang zum Canyon Lake. Jedes Jahr füllt die Canyon Lake Property Owners Association den See mit Welsen und Barschen auf, damit Angler sie fangen können. Insgesamt sind in Canyon Lake 2000 Boote registriert. Verschiedene berühmte Wakeboarder, Segler und Wasserskifahrer stammen aus Canyon Lake. Während des Jahres werden viele Wettkämpfe in der Stadt ausgetragen.
In Canyon Lake gibt es drei Einkaufsbereiche sowie einige Kirchen, darunter die Tides Church und die Canyon Lake Community Church, welche sich jedoch außerhalb des geschlossenen Bereichs befindet.

## Politik
Canyon Lake ist Teil des 28. Distrikts im Senat von Kalifornien und des 67. Distrikts der California State Assembly. Des Weiteren gehört Canyon Lake Kaliforniens 42. Kongresswahlbezirk an.